# Abel Selaocoe
Abel Selaocoe (* 1992 in Sebokeng) ist ein in Südafrika geborener und im Vereinigten Königreich tätiger Cellist, Sänger und Komponist.

## Leben
Abel Selaocoe wurde 1992 in dem Township Sebokeng in Südafrika geboren und wuchs in einer musikalischen Familie auf. Sein Bruder, der Fagott spielte, vermittelte ihm erste musikalische Kenntnisse.
Das Cellospielen lernte er in Wochenendkursen an einer Musikschule in Soweto, die von der African Cultural Organization of South Africa betrieben wurde, einem Projekt von Michael Masoté. Weil er vorerst zu Hause nicht auf ein Instrument zurückgreifen konnte, übte er zunächst mit einem Besenstiel und einer Grifftabelle. Als die Musikschule sein Talent bemerkte, ermöglichte sie ihm Unterricht mit Masoté, der ihm ein eigenes Cello zur Verfügung stellte.
Mit 13 Jahren erhielt er ein Stipendium für das Musikinternat St. John’s College in Johannesburg. Als er 18 Jahre alt war, schrieb er sich am Royal Northern College of Music in Manchester ein, wo er 2018 sein Solistendiplom absolvierte.
Selaocoe hat unter anderem mit dem Perkussionisten Bernhard Schimpelsberger, dem Kora-Spieler Seckou Keita, dem Manchester Collective, der Britten Sinfonia, dem BBC Concert Orchestra und dem BBC National Orchestra of Wales zusammengearbeitet. Mit letzterem spielte er 2021 auf den BBC Proms. Mit klassischer Musik absolvierte er außerdem unter anderem Auftritte in der Cadogan Hall, der Royal Albert Hall und der Bridgewater Hall und darüber hinaus etwa im Kings Place sowie bei Norfolk & Norwich und den Ryedale Festivals. Neben seinen Soloaktivitäten leitet Selaocoe das Trio Chesaba, welches sich auf afrikanische Musik spezialisiert hat.

## Diskografie
- 2022: Where is Home / Hae ke Kae (Parlophone)

## Auszeichnungen
- 2023: Opus Klassik in der Kategorie Klassik ohne Grenzen